# Split Personality
Split Personality é o primeiro álbum do rapper Cassidy, lançado em 2004. Tem como singles "Hotel" com participação de R. Kelly e "Get No Better" com participação de Mashonda.

## Faixas
| #  | Música                   | Produção    | Participação           | Tempo |
| -- | ------------------------ | ----------- | ---------------------- | ----- |
| 1  | "My Interpretation "     | Felli Fel   |                        | 3:08  |
| 2  | "Hotel"                  | Swizz Beatz | R.Kelly                | 4:06  |
| 3  | "Lipstick"               | Swizz Beatz | Jazze Pha              | 3:45  |
| 4  | "Get No Better"          | Swizz Beatz | Mashonda               | 3:54  |
| 5  | "Make U Scream"          | Swizz Beatz | Snoop Dogg             | 4:03  |
| 6  | "Tha Problem (Skit)"     |             |                        | 1:18  |
| 7  | "Tha Problem"            | Swizz Beatz |                        | 3:50  |
| 8  | "Pop That Cannon"        | Swizz Beatz | Swizz Beatz & Styles P | 4:10  |
| 9  | "Blood Pressure"         | J. Brown    | Swizz Beatz            | 3:32  |
| 10 | "Can I Talk to You"      | V. Flowers  | Jadakiss               | 4:26  |
| 11 | "Real Talk (Skit)"       |             |                        | 1:05  |
| 12 | "Real Talk"              | Nottz       |                        | 4:36  |
| 13 | "Husslin"                | Swizz Beatz |                        | 3:13  |
| 14 | "I'm Hungry"             | Rocwilder   |                        | 3:53  |
| 15 | "Around tha World"       | Swizz Beatz |                        | 4:14  |
| 16 | "Hotel (Vacation Remix)" | Swizz Beatz | R.Kelly & Trina        | 4:50  |